# Карамендерес
Карамендерес (тур. Karamenderes), антична назва Скамандр (дав.-гр. Σκάμανδρος), у Гомера Ксант (дав.-гр. Ξάνθος) — річка на півному-заході Туреччини, протікає територією провінції Чанаккале. Відома тим, що згідно з «Іліадою», в її нижній течії відбувалися битви Троянської війни.
Персоніфікацією річки був бог Скамандр.
| Туреччина | Це незавершена стаття з географії Туреччини. Ви можете допомогти проєкту, виправивши або дописавши її. |